# Lingua Adamica
Lingua Adamica (Latijn voor "taal van Adam") verwijst naar de oertaal gesproken door Adam en/of God in het Aards Paradijs. De aard, identificatie en relevantie van deze oertaal zijn lange tijd het onderwerp van debat geweest in zowel de joodse, christelijke als islamitische literatuur. De kwestie kwam voor het eerst aan bod in het boek van Jubileeën.

## Bijbelse bronnen
Een expliciete identificatie van de oertaal gesproken door Adam en/of God in de Hof van Eden ontbreekt in de Bijbel; enkele passages behandelen de lingua Adamica echter wel op indirecte wijze.

### Genesis
De belangrijkste Bijbelse passage is Gen 2:19-20, waarin God de levende wezens naar Adam bracht opdat hij hen van namen zou voorzien; hierin speelt het motief van Adam als nomothete. Het is echter onduidelijk of de namen waarvan Adam de levende wezens voorzag intrinsiek pasten bij deze wezens, of dat hij de namen willekeurig toekende en op die manier aan de basis stond van een traditie van conventionele naamgeving. In Gen 2:23 spreekt Adam voor het eerst in de directe rede, wanneer hij ook de vrouw van haar naam voorzag. Aangezien het Hebreeuwse woord voor vrouw, isshà, rechtstreeks is afgeleid van het woord voor man, ish, lijkt Adams naamgeving toch allesbehalve willekeurig te zijn: zijn gekozen naam voor de vrouw reflecteert haar schepping vanuit de man ook op woordelijk vlak. Gen 11:1 verwijst nogmaals naar deze oertaal, deze keer voorafgaand aan de gebeurtenissen bij Babel, waar God de bouw van de toren verhinderde door de menselijke oertaal te versplinteren tot een veelheid aan talen. Hoewel de Bijbel dus nauwelijks informeert over de lingua Adamica, impliceert het feit dat er slechts één taal bestond voor de constructie van de toren van Babel noodzakelijkerwijs dat deze ene taal ook door Adam gebruikt werd.

## Taal van Adam / taal van God

### Taal van Adam
Uit de canonieke Bijbelboeken kan Adams gebruik van taal, zoals is gebleken, slechts impliciet afgeleid worden. Hierbij blijft de vraag welke taal precies schuilgaat achter de lingua Adamica bovendien onbeantwoord. Er zijn dan ook weinig vroegchristelijke auteurs die de oertaal expliciet identificeren als de taal gesproken door Adam in het Paradijs. Een auteur die dit wél doet is bijvoorbeeld Filastrius, die stelde dat er tussen Adam en Heber slechts één taal was voor alle mensen, waaruit afgeleid kan worden dat hij geloofde dat Adam zelf ook die oertaal gebruikte. Ook zijn tijdgenoot Ambrosiaster identificeerde de oertaal expliciet als de taal van Adam.

### Taal van God
Sommige interpretaties beschouwen de lingua Adamica echter niet alleen als de taal van Adam, maar ook als de taal van God. Zo argumenteerde Ambrosiaster (complementair aan zijn identificatie van de oertaal als de taal van Adam) dat God deze taal aan Adam schonk in het Aards Paradijs. Voor een dergelijke interpretatie zijn de Bijbelse gronden echter nog schaarser; het enige mogelijke bewijs voor het feit dat God gebruik maakte van taal, zijn passages waarin God in directe rede spreekt. Ambrosiaster was dan ook ongetwijfeld beïnvloed door de traditie van het deuterocanonieke boek van Jubileeën, waarin de lingua Adamica wél gedefinieerd wordt als de taal van God (en Adam). Augustinus van Hippo, daarentegen, verzette zich hevig tegen een interpretatie van de lingua Adamica als de taal van God, aangezien deze opvatting volgens hem te ‘letterlijk’ of ‘lichamelijk’ was. Gods woorden waren volgens deze kerkvader onlichamelijk en eeuwig, wat bijgevolg ook een identificatie van de precieze taal van God met een bestaande menselijke taal onmogelijk maakt, aangezien die steeds lichamelijk en tijdelijk zijn.

## Joodse bronnen
De oorsprong van de traditie om de lingua Adamica te identificeren met bestaande menselijke talen ligt dan ook niet in de canonieke Bijbel, maar wel in het apocriefe boek Jubileeën. In de hoofdstukken 12:25-27 van dit boek geeft God aan Abraham het vermogen om het Hebreeuws te begrijpen en te spreken; hierbij wordt het Hebreeuws ten eerste voorgesteld als de taal van de Schepping en Openbaring (en dus van God), en ten tweede als de lingua Adamica, de oertaal die verloren was gegaan na Babel. Deze identificatie van de lingua Adamica met het Hebreeuws is ook geattesteerd in de Hebreeuwse versie van het Testament van Naphtali. In een fragment afkomstig uit Qumran wordt de – als het Hebreeuws geïdentificeerde – lingua Adamica bovendien voor het eerst Lesjon HaKodesj (לשון הקודש, 'de heilige taal') genoemd, een term die later zeer gangbaar wordt voor de taal.

## Christelijke bronnen

### Eerste vermeldingen
De eerste referentie aan de lingua Adamica als het Hebreeuws in een christelijke context is wellicht te vinden in de pseudo-Clementijnse roman Recognitiones. Volgens dit boek was het Hebreeuws de enige taal op aarde tot de vijftiende generatie, wanneer de mensen begonnen een idool te vereren; pseudo-Clemens vermeldde de toren van Babel echter verrassend genoeg niet als het eindpunt van dit tijdperk van talige eenheid. De datering van de Recognitiones is echter omstreden, waardoor het ook mogelijk was dat Origenes de eerste was die het Hebreeuws poneerde als de lingua Adamica. Volgens Origenes’ stelling spraken alle volkeren de lingua Adamica zolang ze in het Oosten woonden, maar nadat een deel van de mensen was geëmigreerd, verloren ze de kennis van de Lesjon HaKodesj. Origenes stelde bovendien dat alleen degenen die in het Oosten bleven, en dus de lingua Adamica bleven spreken, het volk van God werden; het is dus duidelijk dat Origenes de joodse traditie niet alleen goed kende, maar zich er ook mee identificeerde.

### Latijnse kerkvaders
Isidorus identificeerde in zijn Etymologiae de lingua Adamica expliciet met het Hebreeuws, en stelde dat Adam deze taal gebruikte om de levende wezens namen te geven. Hiëronymus vermeldde slechts terloops dat hij geloofde dat het Hebreeuws de moeder van alle talen was. Augustinus van Hippo geloofde eveneens dat het Hebreeuws de oertaal was, en verklaarde tevens dat deze taal haar naam ontleende aan Heber, wiens familie gespaard bleef van de spraakverwarring van Babel en bij wie de oertaal bijgevolg bewaard bleef.

### Griekse kerkvaders

#### Voorstanders van de Hebreeuwse hypothese
Onder de Griekse kerkvaders was de Hebreeuwse hypothese na Origenes minder vanzelfsprekend. Johannes Chrysostomos leek ook nog het Hebreeuws te suggereren als lingua Adamica wanneer hij stelde dat de afstammelingen van Heber de oorspronkelijke taal bewaarden, maar hij maakte deze overtuiging niet verder expliciet.

#### Tegenstanders van de Hebreeuwse hypothese

##### Griekse filosofie
Verschillende vroegchristelijke Griekse auteurs verzetten zich echter tegen de notie van (het Hebreeuws als) lingua Adamica en stelden alternatieven voor. Eusebius van Caesarea en Gregorius van Nyssa, ten eerste, argumenteerden tegen het concept van de lingua Adamica op zich; beide auteurs deden dit vanuit het denkkader van de Griekse filosofie. Zo stelde Eusebius dat de mensheid zich aanvankelijk verzameld had in groepen die verschillende, onduidelijke talen spraken, en dat deze talen zich slechts geleidelijk ontwikkelden tot zinvolle communicatiemiddelen (in tegenstelling tot het begrip van de lingua Adamica, waar de hele mensheid vanaf de schepping één volmaakte taal sprak). Gregorius beschouwde op zijn beurt taal als een menselijke uitvinding, die weliswaar werd mogelijk gemaakt door God, maar niet als een volmaakte totaliteit in één keer aan de mens werd geschonken (zoals de lingua Adamica, indien men deze interpreteert als de taal van Adam én God).

##### Het Syrisch
Ten tweede argumenteerden Theodorus van Mopsuestia en Theodoretus van Cyrrhus dat niet het Hebreeuws de lingua Adamica was, maar het Syrisch. Theodorus poneerde immers dat het Hebreeuws niet de oertaal was, maar liever ontstond uit taalcontact tussen het Syrisch en de taal van Kanaän. Ook Theodoretus geloofde dat het Syrisch ouder was dan het Hebreeuws, en trachtte dit te bewijzen door Syrische etymologieën aan te voeren voor de namen van Bijbelse figuren; het Hebreeuws was volgens hem een taal die nooit natuurlijk verworven werd, maar aangeleerd moest worden, zoals ook God de taal geschonken had aan Mozes. Beide kerkvaders baseerden deze veronderstellingen echter op hun contemporaine talige situatie, waarin het Hebreeuws was uitgestorven als spreektaal, of tenminste verweefd was geraakt met het Aramees.

## Belang van de identificatie
Er gingen wellicht achterliggende motieven schuil achter de identificatie van de lingua Adamica door bepaalde groepen of auteurs.

### Voorstaanders van de Hebreeuwse hypothese
Zo waren bepaalde christelijke auteurs, zoals hierboven ter sprake kwam, eerder geneigd om de joodse stelling van het Hebreeuws als lingua Adamica zonder meer te aanvaarden. Christenen konden hier een dubbele motivatie voor hebben. Ten eerste versterkten christenen hun eigen positie door de joodse stelling te aanvaarden: christenen profileerden zichzelf immers als de opvolgers van het jodendom, waardoor zij er zelf ook baat bij hadden om te bewijzen dat het Joodse volk als enige volk de lingua Adamica bewaard had en dus uitverkoren was door God. Ten tweede streefden de christenen ernaar een universele religie te zijn, waardoor ze zich niet lieten definiëren door slechts één taal en er bijgevolg geen problemen mee hadden het Hebreeuws te aanvaarden als de lingua Adamica.

### Tegenstanders van de Hebreeuwse hypothese
De christelijke auteurs met een afwijkende mening, die reeds ter sprake kwamen, werden eveneens door een achterliggende drijfveer gemotiveerd de Hebreeuwse hypothese te verwerpen. Zo hechtten Eusebius van Caesarea en Gregorius van Nyssa veel waarde aan de rationele denkwijze van de Griekse filosofie waarin zij opgeleid waren en ontkenden zij bijgevolg de mogelijkheid van de lingua Adamica. Theodorus van Mopsuestia en Theodoretus van Cyrrhus, ten slotte, werden gemotiveerd door hun contemporaine talige situatie om niet het Hebreeuws, maar het Syrisch naar voren te schuiven als de correcte lingua Adamica.